# 工機前駅
工機前駅（こうきまええき）は、茨城県ひたちなか市武田にある、ひたちなか海浜鉄道湊線の駅である。

## 歴史
- 1962年（昭和37年）4月1日：茨城交通により、日立工機（現・工機ホールディングス）従業員専用の駅（乗降場）として開設。
- 1998年（平成10年）12月8日：日工前駅（にっこうまええき）として一般旅客営業開始[2]。
- 2008年（平成20年）4月1日：ひたちなか海浜鉄道に移管。
- 2009年（平成21年）3月14日：全ての列車が停車するようになる[3]。
- 2019年（令和元年）10月1日：日立工機の社名変更（2018年6月）に伴い[4]、駅名を工機前駅に改称[1][5]。

日立工機従業員専用駅であった時代には、停車列車も朝上り1本・夕下り1本の1往復に限られ、他の駅の時刻表・運賃表などにも駅の案内が掲載されておらず、「幽霊駅」として書籍に取り上げられたこともあった。
当駅東側に隣接していたジャスコ勝田店（2010年2月20日を以て閉店。1994年までは伊勢甚勝田店）と表町商店街が商店街活性化のために、市当局と茨城交通に一般営業の陳情を行っていた。一方、茨城交通としても当時既に日立工機従業員のマイカー通勤への移行が進んでおり、利便性向上による乗客確保といった思惑が一致したため、一般営業が開始された。当初は7時台から18時台までの列車のみ停車していたが、徐々に停車本数が増え、ひたちなか海浜鉄道移管後初のダイヤ改正となった2009年3月14日より全列車停車駅となった。

## 駅構造
単式ホーム1面1線を有する地上駅。ホームには待合所が設置されている。駅員無配置駅。

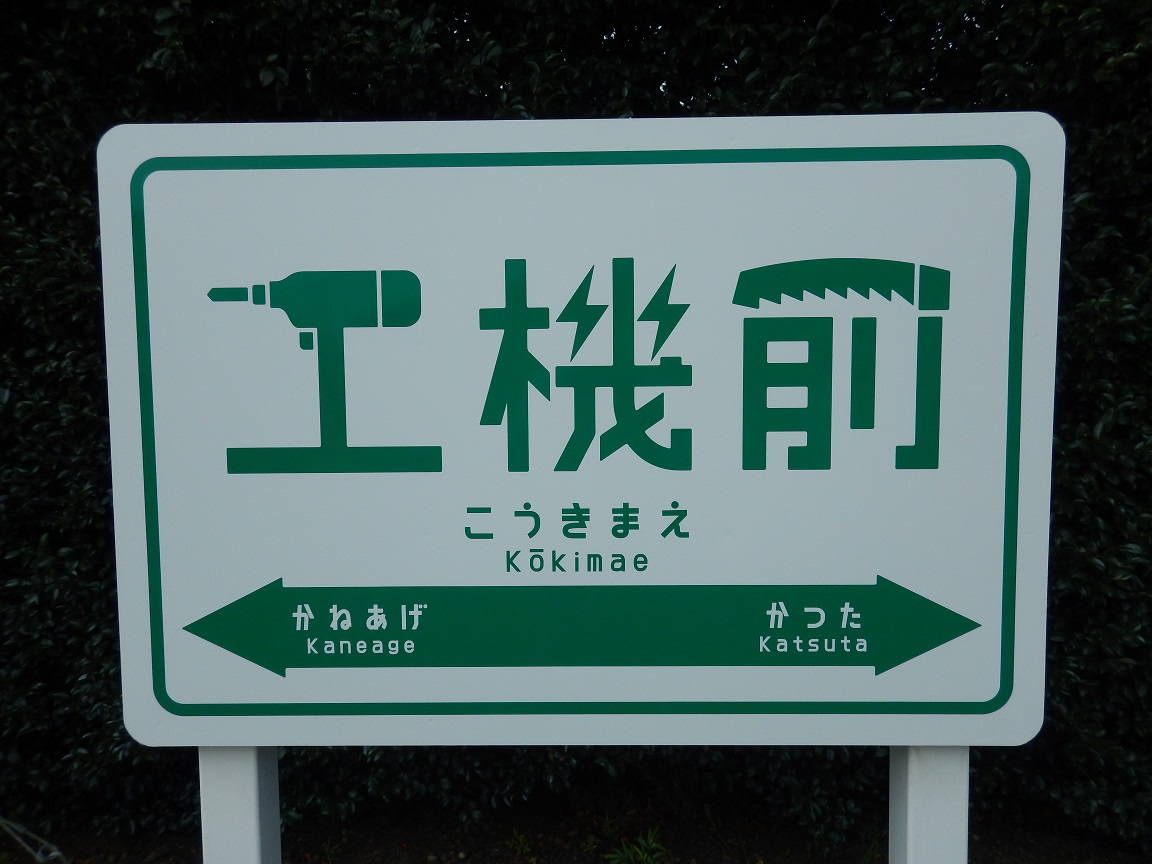
新しい駅名標（2019年10月）
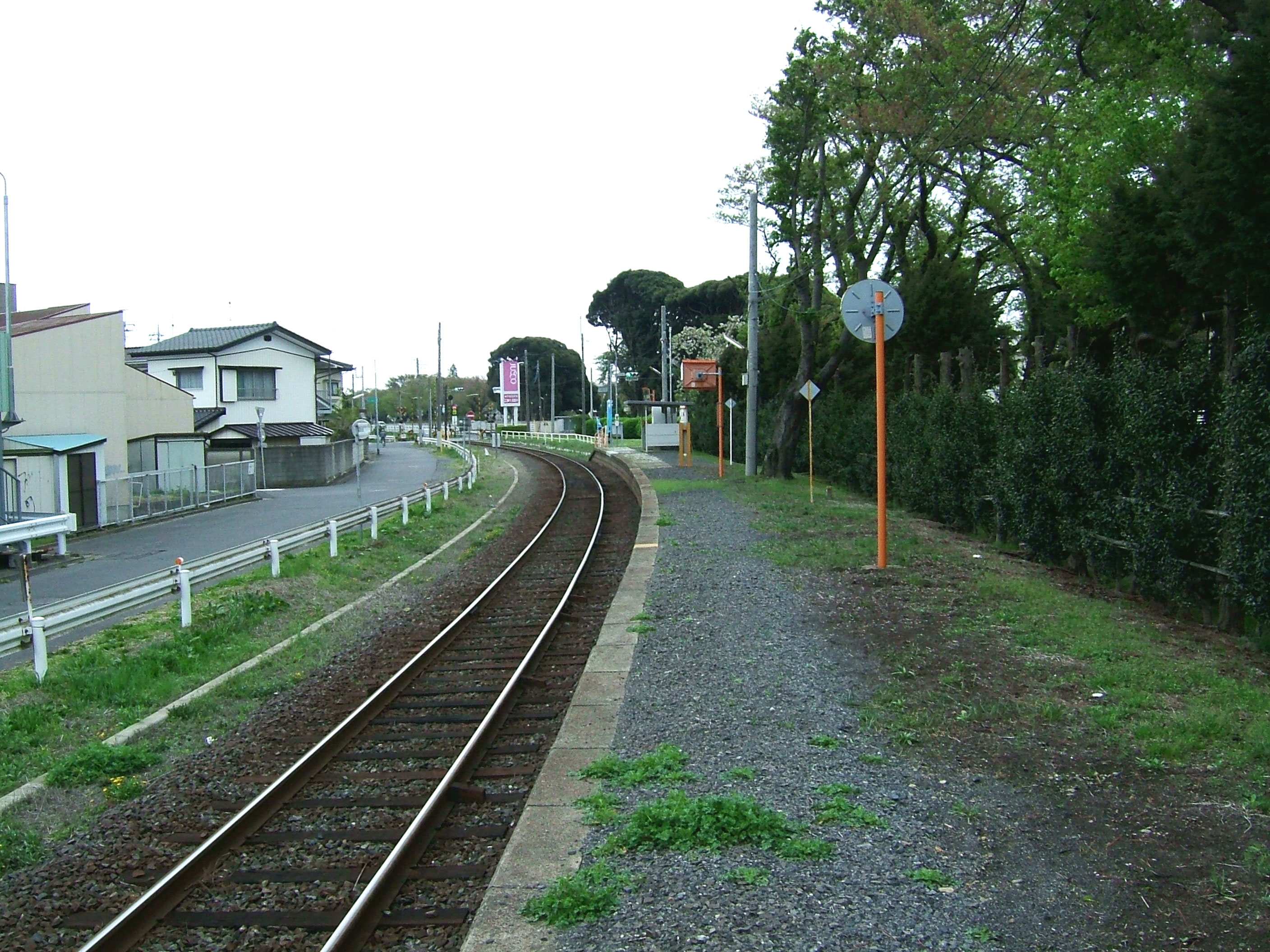
ホーム（2008年4月）
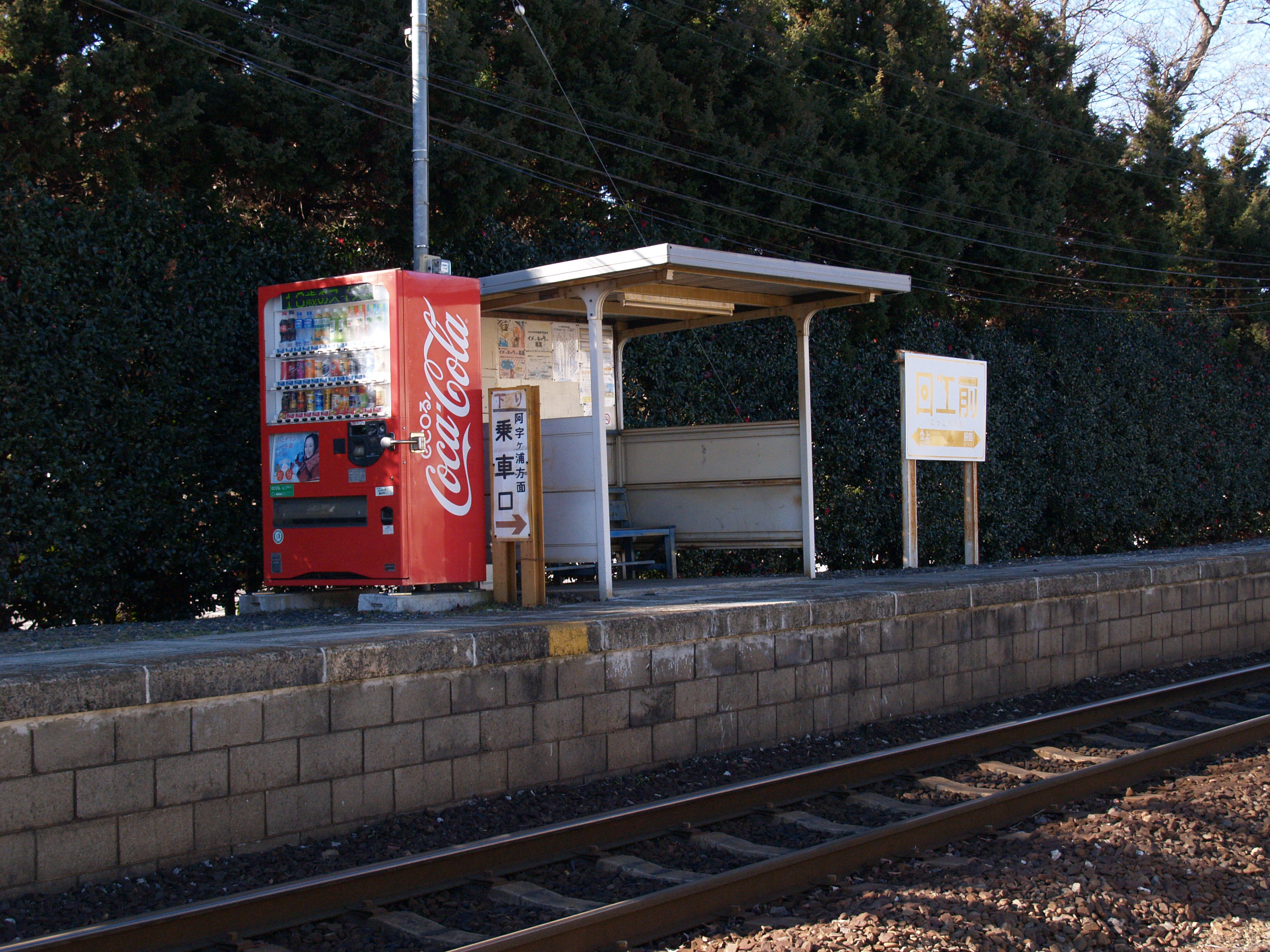
待合所（2014年1月）
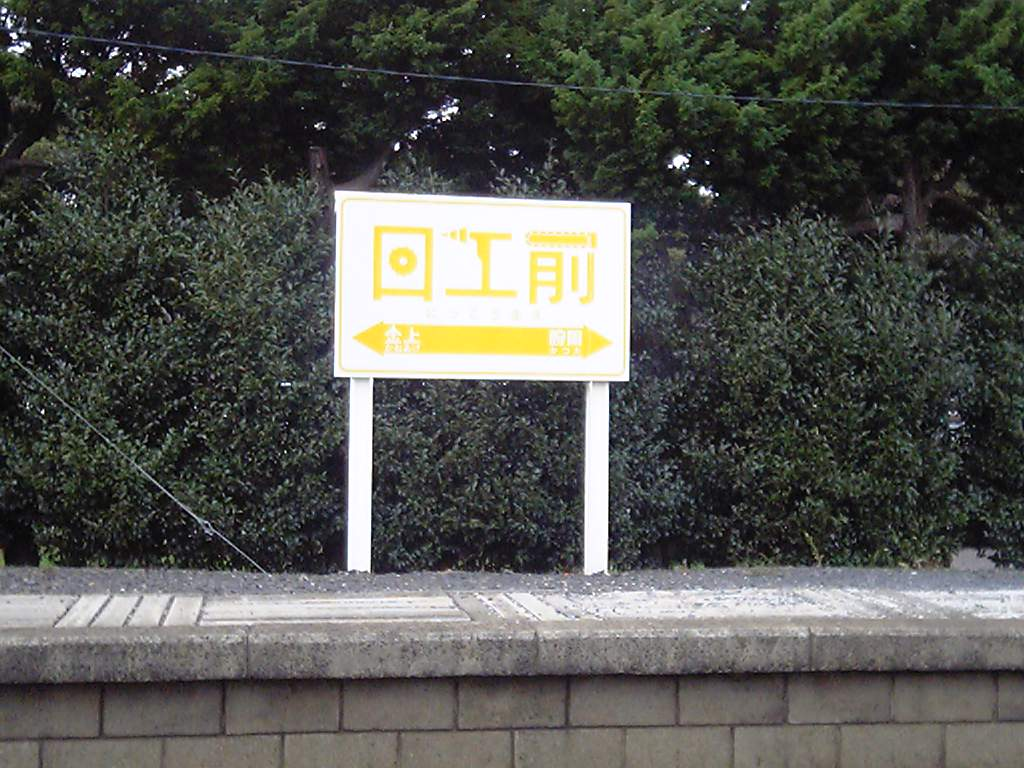
日工前駅時代の駅名標（2009年10月）

## 利用状況
- 工機前駅の利用状況の変遷を下表[6]に示す。
  - 輸送実績（乗車人員）の単位は人であり、年度での総計値を示す。年度間の比較に適したデータである。
  - 表中、最高値を赤色で、最高値を記録した年度以降の最低値を青色で、最高値を記録した年度以前の最低値を緑色で表記している。

| 年 度              | 当駅分輸送実績（乗車人員）：人／年度 | 当駅分輸送実績（乗車人員）：人／年度 | 当駅分輸送実績（乗車人員）：人／年度 | 当駅分輸送実績（乗車人員）：人／年度 | 特 記 事 項 |
| ------------------ | ------------------------------------ | ------------------------------------ | ------------------------------------ | ------------------------------------ | ----------- |
| 年 度              | 通勤定期                             | 通学定期                             | 定期外                               | 合 計                                | 特 記 事 項 |
| 2000年（平成12年） |                                      |                                      |                                      | 3,414                                |             |
| 2001年（平成13年） |                                      |                                      |                                      | 6,484                                |             |
| 2002年（平成14年） |                                      |                                      |                                      | 6,245                                |             |
| 2003年（平成15年） |                                      |                                      |                                      | 2,348                                |             |
| 2004年（平成16年） |                                      |                                      |                                      | 2,706                                |             |
| 2005年（平成17年） |                                      |                                      |                                      | 2,050                                |             |
| 2006年（平成18年） |                                      |                                      |                                      | 1,021                                |             |
| 2007年（平成19年） |                                      |                                      |                                      | 3,930                                |             |
| 2008年（平成20年） |                                      |                                      |                                      | 3,544                                |             |
| 2009年（平成21年） |                                      |                                      |                                      | 3,650                                |             |
| 2010年（平成22年） |                                      |                                      |                                      | 4,015                                |             |
| 2011年（平成23年） |                                      |                                      |                                      | 3,294                                |             |
| 2012年（平成24年） |                                      |                                      |                                      | 9,490                                |             |
| 2013年（平成25年） |                                      |                                      |                                      | 10,220                               |             |
| 2014年（平成26年） |                                      |                                      |                                      | 11,315                               |             |
| 2015年（平成27年） |                                      |                                      |                                      | 12,045                               |             |
| 2016年（平成28年） |                                      |                                      |                                      | 11,680                               |             |
| 2017年（平成29年） |                                      |                                      |                                      | 12,179                               |             |
| 2018年（平成30年） |                                      |                                      |                                      | 12,411                               |             |
| 2019年（令和元年） |                                      |                                      |                                      | 12,775                               |             |

## 駅周辺
勝田市街の南端に位置する。駅の南側に県道を挟んで工機ホールディングス（旧・日立工機）の工場がある。表町商店街の南部に近い。
- 工機ホールディングス勝田工場
- 勝田駅南会館
- ひたちなか市文化会館
- 石川運動広場
- 東石川第四公園
  - 第四公園野球場
- ニューセントラルホテル
- ケーヨーデイツーひたちなか店

## 隣の駅
ひたちなか海浜鉄道
■湊線
勝田駅 - 工機前駅 - 金上駅